# Takashi Nagata
Takashi Nagata (jap. 永田 崇, Nagata Takashi; * 13. April 1972 in der Präfektur Chiba) ist ein ehemaliger japanischer Fußballspieler.

## Karriere
Nagata erlernte das Fußballspielen in der Schulmannschaft der Funabashi High School und der Universitätsmannschaft der Meiji-Universität. Seinen ersten Vertrag unterschrieb er 1995 bei Kyoto Purple Sanga. Der Verein spielte in der zweithöchsten Liga des Landes, der Japan Football League. 1995 wurde er mit dem Verein Vizemeister der Japan Football League und stieg in die J1 League auf. Für den Verein absolvierte er 64 Spiele. Ende 1997 beendete er seine Karriere als Fußballspieler.